# Episodi di South Park (ventiquattresima stagione)
La ventiquattresima stagione della serie animata South Park è la stagione più breve della serie, composta da due episodi di durata doppia: The Pandemic Special e South ParQ Vaccination Special, trasmessi su Comedy Central rispettivamente il 30 settembre 2020 e il 10 marzo 2021. La produzione della stagione e gli argomenti di entrambi gli episodi sono stati plasmati dalla pandemia di COVID-19.
Le edizioni italiane dei due episodi sono state trasmesse rispettivamente l'8 ottobre 2020 e il 19 marzo 2021 su Comedy Central
| nº | Titolo originale               | Titolo italiano                | Prima TV USA      | Prima TV Italia |
| -- | ------------------------------ | ------------------------------ | ----------------- | --------------- |
| 1  | The Pandemic Special           | The Pandemic Special           | 30 settembre 2020 | 8 ottobre 2020  |
| 2  | South ParQ Vaccination Special | South ParQ Vaccination Special | 10 marzo 2021     | 19 marzo 2021   |

## The Pandemic Special

### Trama
Randy è la causa della pandemia di COVID-19, mentre la pandemia in corso continua a sfidare i cittadini di South Park.
- Ascolti USA: telespettatori 2.272.000 – rating/share 18-49 anni.[3]

## South ParQ Vaccination Special

### Trama
I cittadini di South Park chiedono a gran voce il vaccino contro il COVID-19. Nel frattempo un nuovo gruppo militante cerca di impedire ai ragazzi di vaccinare il loro insegnante.
- Ascolti USA: telespettatori 1.740.000 – rating/share 18-49 anni.[4]